# Еднерал, Фёдор Прокопьевич
Фёдор Прокопьевич Еднерал (17 февраля 1902 года, пос. Рейовец, Холмский уезд, Люблинская губерния — 26 ноября 1966 год, Москва) — советский учёный-металлург, специалист по сталеплавильному делу, доктор технических наук (1958 г.), профессор (1959 г.).

## Биография
Фёдор Прокопьевич Еднерал родился 17 февраля 1902 г. в посёлке Рейовец Хелмского уезда Люблинской губернии.
С 1915 г. проживал в г. Троицке, куда была эвакуирована его семья в годы Первой Мировой войны. С 1922 г. жил в Москве. Трудовую деятельность начал в 1925 г. горнорабочим, затем работал помощником мастера в электросталеплавильном цехе (ЭСПЦ) № 1 завода «Электросталь». В это время на заводе сменным мастером работал И. Ф. Тевосян, начальником смены — М. А. Перцев и начальником цеха — В. С. Емельянов.
Без отрыва от производства окончил Московскую горную академию (1927). В 1932 с В. С. Емельяновым и И. Ф. Тевосяном командирован в Германию на заводы Круппа для изучения технологии электропечных процессов выплавки стали и ферросплавов. По возвращении первым в СССР освоил производство нержавеющей стали. В 1933—1934 гг. выполнял правительственное задание по изготовлению арок для станции метро «Маяковская» Московского метрополитена и выплавке стали для звезд Московского Кремля.
С 1934 г. начальник строившегося ЭСПЦ № 3, с 1937 г. заместитель главного инженера завода «Электросталь». В 1938 г. арестован по ложному обвинению во вредительстве, освобожден в конце 1939 г. В 1940 г. защитил кандидатскую диссертацию, доцент кафедры электрометаллургии Московского института стали.
В 1941 направлен в Златоуст, где возглавил ЭСПЦ № 1 Златоустовского металлургического завода. Усовершенствовал технологию выплавки электростали, за годы Великой Отечественной войны в цехе было освоено и выплавлялось 80 новых марок стали для авиационной и танковой промышленности. Выпуск электростали в 1943 г. составил 78 % от общего объёма металла, изготовленного заводом (в 1941 г. её доля составляла 22 %). Коллектив цеха был награждён Красным знаменем Государственного комитета обороны. С 1942 по 1943 заведовал кафедрой электрометаллургии стали в Сибирском металлургическом институте
После Великой Отечественной войны Ф. П. Еднерал вернулся на кафедру электрометаллургии в Московский институт стали. С 1958 г. доктор технических наук, с 1959 г. — профессор. С 1960 г. заведующий кафедрой «Металлургия стали» в Московском вечернем металлургическом институте. Умер в Москве 26 ноября 1966 г., похоронен на 24-м участке Ваганьковского кладбища.

## Научная и педагогическая деятельность
Автор учебников для металлургических факультетов: «Общая металлургия», «Электрометаллургия. Общий курс», «Электрометаллургия стали и ферросплавов» (выдержал четыре издания, переведен на болгарский, венгерский, китайский, польский, чешский языки).
В соавторстве с А. Ф. Филипповым издал книгу «Расчёты по электрометаллургии стали и ферросплавов» (1956 г., 1962 г.).

## Признание
- Орден Трудового Красного Знамени (1935 г.),
- Орден Красной Звезды (1945 г.).